# Miroslav Wiecek
Miroslav Wiecek (Ostrava, 4 novembre 1931 – 12 luglio 1997) è stato un calciatore cecoslovacco.

## Palmarès

### Individuale
- Capocannoniere del campionato cecoslovacco: 4

1952 (20 gol), 1956 (15 gol, a pari merito con Milan Dvořák), 1957-1958 (25 gol), 1958-1959 (20 gol)